# Деспеталь
Деспеталь (нем. Despetal) — община в Германии, в земле Нижняя Саксония.
Входит в состав района Хильдесхайм. Подчиняется управлению Гронау (Лайне). Население составляет 1347 человек (на 31 декабря 2010 года). Занимает площадь 15,03 км².
Община подразделяется на 3 сельских округа.
| Год  | Население |
| ---- | --------- |
| 1990 | 1444      |
| 1995 | 1396      |
| 2000 | 1428      |
| 2005 | 1408      |
| 2010 | 1356      |